# A Hegylakó epizódjainak listája
Ez a lista az 1992–1998 között sugárzott Hegylakó című kanadai–francia tévésorozat epizódjait tartlmazza (rendező Dennis Berry és Paolo Barzman).

## Rövid összefoglaló
A Skót-felföldön 1592-ben született főhős, Duncan MacLeod már 400 év óta éli küzdelmes életét. Az eltelt évszázadokban volt már szerelmes, küzdött mások szabadságáért, ellenállt a csábításnak és megvédte azokat, akiket arra érdemesnek talált. Több hozzá hasonló halhatatlan él a Földön: jók, rosszak egyaránt. Duncan MacLeod időnként életre szóló párbajt vív egy-egy társával: a legyőzött életét veszti, a győztes pedig elnyeri ellenfele erejét.

## Évados áttekintés
| Évad | Évad | Részek száma | Részek száma | Eredeti sugárzás     | Eredeti sugárzás | Magyar sugárzás  | Magyar sugárzás |
| Évad | Évad | Részek száma | Részek száma | Évadbemutató         | Évadzáró         | Évadbemutató     | Évadzáró        |
| ---- | ---- | ------------ | ------------ | -------------------- | ---------------- | ---------------- | --------------- |
|      | 1.   | 22           | 22           | 1992. október 3.     | 1993. május 22.  | n. a.            | n. a.           |
|      | 2.   | 22           | 22           | 1993. szeptember 27. | 1994. május 23.  | 2002. június 17. | n. a.           |
|      | 3.   | 22           | 22           | 1994. szeptember 26. | 1995. május 29.  | n. a.            | n. a.           |
|      | 4.   | 22           | 22           | 1995. szeptember 25. | 1996. május 26.  | n. a.            | n. a.           |
|      | 5.   | 18           | 18           | 1996. szeptember 23. | 1997. május 19.  | n. a.            | n. a.           |
|      | 6.   | 13           | 13           | 1997. október 5.     | 1998. május 16.  | n. a.            | n. a.           |

## Epizódok

### Első évad (1992–1993)
| Sor. | Év. | Cím                                                    | Rendező          | Író                                   | Premier            | Gyártási szám |
| ---- | --- | ------------------------------------------------------ | ---------------- | ------------------------------------- | ------------------ | ------------- |
| 1.   | 1.  | A találkozás (The Gathering)                           | Thomas J. Wright | Dan Gordon                            | 1992. október 3.   | 101           |
| 2.   | 2.  | Ártatlan ember (Innocent Man)                          | Jorge Montesi    | Dan Gordon                            | 1992. október 10.  | 102           |
| 3.   | 3.  | A járatlan út (The Road Not Taken)                     | Thomas J. Wright | Terry Nelson                          | 1992. október 17.  | 103           |
| 4.   | 4.  | Egy nehéz nap az „A” épületben (Bad Day in Building A) | Jorge Montesi    | Kevin Droney                          | 1992. október 24.  | 104           |
| 5.   | 5.  | Szabadesés (Free Fall)                                 | Thomas J. Wright | Philip John Taylor                    | 1992. október 31.  | 105           |
| 6.   | 6.  | Halálos gyógyszer (Deadly Medicine)                    | Ray Austin       | Robert L. McCullough                  | 1992. november 7.  | 106           |
| 7.   | 7.  | A hegyek lakói (Mountain Men)                          | Thomas J. Wright | Marie-Chantal Droney                  | 1992. november 14. | 107           |
| 8.   | 8.  | A bosszú édes (Revenge is Sweet)                       | Ray Austin       | Loraine Despres                       | 1992. november 21. | 108           |
| 9.   | 9.  | A tengerek boszorkánya (The Sea Witch)                 | Thomas J. Wright | David Tynan                           | 1992. december 5.  | 109           |
| 10.  | 10. | A szemtanú (Eyewitness)                                | Ray Austin       | David Tynan                           | 1992. december 12. | 110           |
| 11.  | 11. | A családfa (Family Tree)                               | Jorge Montesi    | Kevin Droney                          | 1992. december 19. | 111           |
| 12.  | 12. | A láthatatlan gonosz (See No Evil)                     | Thomas J. Wright | Brian Clemens                         | 1993. február 6.   | 112           |
| 13.  | 13. | Bajtársak (Band of Brothers)                           | René Manzor      | Marie-Chantal Droney                  | 1993. február 13.  | 113           |
| 14.  | 14. | A gonosz akarata (For Evil's Sake)                     | Ray Austin       | David Abramowitz & Fabrice Ziolkowski | 1993. február 20.  | 114           |
| 15.  | 15. | Éljünk a mának! (For Tomorrow We Die)                  | Robin Davis      | Philip John Taylor                    | 1993. február 27.  | 115           |
| 16.  | 16. | Szörny a föld alatt (The Beast Below)                  | Daniel Vigne     | Marie-Chantal Droney                  | 1993. március 6.   | 116           |
| 17.  | 17. | Grace megmentése (Saving Grace)                        | Ray Austin       | Elizabeth Baxter & Martin Broussellet | 1993. március 13.  | 117           |
| 18.  | 18. | A nagy cirkusz (The Lady and the Tiger)                | Robin Davis      | Philip John Taylor                    | 1993. április 24.  | 118           |
| 19.  | 19. | Bosszúálló angyal (Avenging Angel)                     | Paolo Barzman    | Fabrice Ziolkowski                    | 1993. május 1.     | 119           |
| 20.  | 20. | Veszélyes szemtanú (Eye of the Beholder)               | Dennis Berry     | Christian Bouveron & Lawrence Shore   | 1993. május 8.     | 120           |
| 21.  | 21. | Nincs kiút (Kilátástalan menekülés) (Nowhere to Run)   | Dennis Berry     | David Abramowitz                      | 1993. május 8.     | 121           |
| 22.  | 22. | A vadászok (The Hunters)                               | Paolo Barzman    | Kevin Droney                          | 1993. május 22.    | 122           |

### Második évad (1993–1994)
| Sor. | Év. | Cím                                                    | Rendező         | Író                                          | Premier              | Gyártási szám |
| ---- | --- | ------------------------------------------------------ | --------------- | -------------------------------------------- | -------------------- | ------------- |
| 23.  | 1.  | A megfigyelők (The Watchers)                           | Clay Borris     | Marie-Chantal Droney                         | 1993. szeptember 27. | 201           |
| 24.  | 2.  | Ugyanaz, más megvilágításban (Studies in Light)        | Peter Ellis     | Naomi Janzen                                 | 1993. október 4.     | 202           |
| 25.  | 3.  | Pálfordulás (Turnabout)                                | Clay Borris     | David Tynan                                  | 1993. október 11.    | 203           |
| 26.  | 4.  | A sötétség (The Darkness)                              | Paolo Barzman   | Christian Bouveron & Lawrence Shore          | 1993. október 18.    | 204           |
| 27.  | 5.  | Szemet szemért (Eye For An Eye)                        | Dennis Berry    | Elizabeth Baxter & Martin Broussellet        | 1993. október 25.    | 205           |
| 28.  | 6.  | A zóna (The Zone)                                      | Clay Borris     | Peter Mohan                                  | 1993. november 1.    | 206           |
| 29.  | 7.  | Amanda visszatér (The Return of Amanda)                | Dennis Berry    | Történet: Guy Mullaly Tévéjáték: David Tynan | 1993. november 8.    | 207           |
| 30.  | 8.  | A kard bosszúja (Revenge of the Sword)                 | Clay Borris     | Aubrey Solomon                               | 1993. november 15.   | 208           |
| 31.  | 9.  | Fuss az életedért! (Run For Your Life)                 | Dennis Berry    | Naomi Janzen                                 | 1993. november 22.   | 209           |
| 32.  | 10. | Tommy sírkövére (Epitaph for Tommy)                    | Clay Borris     | Philip John Taylor                           | 1993. november 29.   | 210           |
| 33.  | 11. | Az ökölvívó (The Fighter)                              | Peter Ellis     | Morrie Ruvinsky                              | 1994. január 31.     | 211           |
| 34.  | 12. | A törvény nevében (Under Color of Authority)           | Clay Borris     | Peter Mohan                                  | 1994. február 7.     | 212           |
| 35.  | 13. | Áldd meg a gyermeket! (Bless the Child)                | Clay Borris     | Elizabeth Baxter & Martin Broussellet        | 1994. február 14.    | 213           |
| 36.  | 14. | Becstelen szövetség, 1. rész (Unholy Alliance, part 1) | Peter Ellis     | David Tynan                                  | 1994. február 21.    | 214           |
| 37.  | 15. | Becstelen szövetség, 2. rész (Unholy Alliance, part 2) | Peter Ellis     | David Tynan                                  | 1994. február 28.    | 215           |
| 38.  | 16. | A vámpír (The Vampire)                                 | Dennis Berry    | J.P. Couture                                 | 1994. március 7.     | 216           |
| 39.  | 17. | A háborúk szelleme (Warmonger)                         | Bruno Gantillon | Christian Bouveron & Lawrence Shore          | 1994. március 14.    | 217           |
| 40.  | 18. | Az örökség (Legacy)                                    | Dennis Berry    | Christian Bouveron & Lawrence Shore          | 1994. május 9.       | 218           |
| 41.  | 19. | A tékozló fiú (Prodigal Son)                           | Dennis Berry    | Elizabeth Baxter                             | 1994. április 25.    | 219           |
| 42.  | 20. | A fáraó lánya (Pharaoh's Daughter)                     | Paolo Barzman   | David Tynan                                  | 1994. május 2.       | 220           |
| 43.  | 21. | A hasonmás, 1. rész (Counterfeit, part 1)              | Paolo Barzman   | Történet: David Tynan Tévéjáték: Brad Wright | 1994. május 16.      | 221           |
| 44.  | 22. | A hasonmás, 2. rész (Counterfeit, part 2)              | Dennis Berry    | David Tynan                                  | 1994. május 23.      | 222           |

### Harmadik évad (1994–1995)
| Sor. | Év. | Cím                                              | Rendező           | Író              | Premier              | Gyártási szám |
| ---- | --- | ------------------------------------------------ | ----------------- | ---------------- | -------------------- | ------------- |
| 45.  | 1.  | A szamuráj (The Samurai)                         | Dennis Berry      | Naomi Janzen     | 1994. szeptember 26. | 301           |
| 46.  | 2.  | Tűzvonalban (Line of Fire)                       | Clay Borris       | David Tynan      | 1994. október 3.     | 302           |
| 47.  | 3.  | A forradalmár (The Revolutionary)                | Clay Borris       | Morrie Ruvinsky  | 1994. október 10.    | 303           |
| 48.  | 4.  | Szent Antal keresztje (The Cross of St. Antoine) | Dennis Berry      | Peter Mohan      | 1994. október 17.    | 304           |
| 49.  | 5.  | Átmeneti rítusok (Rite of Passage)               | Mario Azzopardi   | Karen Harris     | 1994. október 24.    | 305           |
| 50.  | 6.  | Bátorság (Courage)                               | Charles Wilkinson | Nancy Heiken     | 1994. október 31.    | 306           |
| 51.  | 7.  | A bárány (The Lamb)                              | Dennis Berry      | J. P. Couture    | 1994. november 7.    | 307           |
| 52.  | 8.  | A szenvedély (Obsession)                         | Charles Wilkinson | Lawrence Shore   | 1994. november 14.   | 308           |
| 53.  | 9.  | Árnyak (Shadows)                                 | Charles Wilkinson | David Tynan      | 1994. november 21.   | 309           |
| 54.  | 10. | Zsarolás (Blackmail)                             | Paolo Barzman     | Morrie Ruvinsky  | 1994. november 28.   | 310           |
| 55.  | 11. | Vérbosszú (Vendetta)                             | George Mendeluk   | Alan Swayze      | 1994. december 5.    | 311           |
| 56.  | 12. | Ők is csak emberek (They Also Serve)             | Paolo Barzman     | Lawrence Shore   | 1995. február 6.     | 312           |
| 57.  | 13. | Vak hit (Blind Faith)                            | Jerry Ciccoritti  | Jim Makichuk     | 1995. február 13.    | 313           |
| 58.  | 14. | A hóhér dala (Song of the Executioner)           | Paolo Barzman     | David Tynan      | 1995. február 20.    | 314           |
| 59.  | 15. | Bal-csillagzat alatt (Star-Crossed)              | Paolo Barzman     | Jim Makichuk     | 1995. február 27.    | 315           |
| 60.  | 16. | Methos (Methos)                                  | Dennis Berry      | J. P. Couture    | 1995. március 6.     | 316           |
| 61.  | 17. | Vedd vissza az éjszakát! (Take Back the Night)   | Paolo Barzman     | Alan Swayze      | 1995. április 24.    | 317           |
| 62.  | 18. | A vallomás (Testimony)                           | Dennis Berry      | David Tynan      | 1995. május 1.       | 318           |
| 63.  | 19. | Halálos bűnök (Mortal Sins)                      | Mario Azzopardi   | Lawrence Shore   | 1995. május 8.       | 319           |
| 64.  | 20. | A mester és tanítványa (Reasonable Doubt)        | Dennis Berry      | Elizabeth Baxter | 1995. május 15.      | 320           |
| 65.  | 21. | Finálé, 1. rész (Finale, part 1)                 | Mario Azzopardi   | David Tynan      | 1995. május 22.      | 321           |
| 66.  | 22. | Finálé, 2. rész (Finale, part 2)                 | Dennis Berry      | David Tynan      | 1995. május 29.      | 322           |

### Negyedik évad (1995–1996)
| Sor. | Év. | Cím                                                            | Rendező           | Író                             | Premier              | Gyártási szám |
| ---- | --- | -------------------------------------------------------------- | ----------------- | ------------------------------- | -------------------- | ------------- |
| 67.  | 1.  | Az anyaföld (Homeland)                                         | Adrian Paul       | David Tynan                     | 1995. szeptember 25. | 401           |
| 68.  | 2.  | Testvérek fegyverben (Brothers in Arms)                        | Charles Wilkinson | Morrie Ruvinsky                 | 1995. október 2.     | 402           |
| 69.  | 3.  | Az ártatlan (The Innocent)                                     | Dennis Berry      | Alan Swayze                     | 1995. október 9.     | 403           |
| 70.  | 4.  | A falkavezér (Leader of the Pack)                              | Mario Azzopardi   | Lawrence Shore                  | 1995. október 16.    | 404           |
| 71.  | 5.  | Iker-sas (Double Eagle)                                        | Mario Azzopardi   | David Tynan                     | 1995. október 23.    | 405           |
| 72.  | 6.  | A gyűlés (Mindenáron) (Reunion)                                | Dennis Baxter     | Elizabeth Baxter                | 1995. október 30.    | 406           |
| 73.  | 7.  | Az ezredes (The Colonel)                                       | Dennis Berry      | Drunford King                   | 1995. november 12.   | 407           |
| 74.  | 8.  | Gyáva hősök (Reluctant Heroes)                                 | Neill Fearnley    | Scott Peters                    | 1995. november 19.   | 408           |
| 75.  | 9.  | Káli haragja (Az istennő haragja) (The Wrath of Kali)          | Duane Clark       | David Tynan                     | 1995. november 26.   | 409           |
| 76.  | 10. | A gavallér (Chivalry)                                          | Paolo Barzman     | Michael O'Mahoney & Sasha Reins | 1995. december 3.    | 410           |
| 77.  | 11. | A túlélő (Timeless)                                            | Duane Clark       | Karen Harris                    | 1996. február 4.     | 411           |
| 78.  | 12. | A villám (Katasztrófa) (The Blitz)                             | Paolo Barzman     | Morrie Ruvinsky                 | 1996. február 11.    | 412           |
| 79.  | 13. | Kárhozat (Utolsó esély) (Something Wicked)                     | Dennis Berry      | David Tynan                     | 1996. február 18.    | 413           |
| 80.  | 14. | Megváltás (A gonosz hatalma) (Deliverance)                     | Dennis Berry      | David Tynan                     | 1996. február 25.    | 414           |
| 81.  | 15. | Ígéretek (Promises)                                            | Paolo Barzman     | Lawrence Shore                  | 1996. március 2.     | 415           |
| 82.  | 16. | Matuzsálem ajándéka (Matuzsálem kristálya) (Methuselah's Gift) | Adrian Paul       | Michael O'Mahoney & Sasha Reins | 1996. április 28.    | 416           |
| 83.  | 17. | A halhatatlan Cimoli (The Immortal Cimoli)                     | Yves Lafaye       | Scott Peters                    | 1996. május 5.       | 417           |
| 84.  | 18. | Homályos tükör (Through a Glass, Darkly)                       | Dennis Berry      | Alan Swayze                     | 1996. május 12.      | 418           |
| 85.  | 19. | Veszélyes kettős (Double Jeopardy)                             | Charles Wilkinson | David Tynan                     | 1996. május 3.       | 419           |
| 86.  | 20. | Halálig (Till Death)                                           | Dennis Berry      | Michael O'Mahoney & Sasha Reins | 1996. május 19.      | 420           |
| 87.  | 21. | Az ítélet napja (Judgment Day)                                 | Gerard Hameline   | David Tynan                     | 1996. május 26.      | 421           |
| 88.  | 22. | Egy perc múlva éjfél (One Minute to Midnight)                  | Dennis Berry      | David Tynan                     | 1996. szeptember 28. | 422           |

### Ötödik évad (1996–1997)
| Sor. | Év. | Cím                                                           | Rendező         | Író                             | Premier            | Gyártási szám |
| ---- | --- | ------------------------------------------------------------- | --------------- | ------------------------------- | ------------------ | ------------- |
| 89.  | 1.  | A jövendölés (Prophecy)                                       | Dennis Berry    | David Tynan                     | 1996. október 5.   | 501           |
| 90.  | 2.  | Az ártatlanság elvesztése (The End of Innocence)              | Gerard Hameline | Morrie Ruvinsky                 | 1996. október 12.  | 502           |
| 91.  | 3.  | Embervadászat (Manhunt)                                       | Peter Ellis     | David Tynan                     | 1996. október 19.  | 503           |
| 92.  | 4.  | Régi szép napok (Glory Days)                                  | Gerard Hameline | Nancy Heiken                    | 1996. október 26.  | 504           |
| 93.  | 5.  | Életrajz (Dramatic License)                                   | Peter Ellis     | Michael O'Mahoney & Sasha Reins | 1996. november 2.  | 505           |
| 94.  | 6.  | A pénz nem boldogít (Money No Object)                         | Rafal Zielinski | James Thorpe                    | 1996. november 9.  | 506           |
| 95.  | 7.  | A kísértet (Haunted)                                          | James Bruce     | Scott Peters                    | 1996. november 16. | 507           |
| 96.  | 8.  | Áldjuk az Urat! (Little Tin God)                              | Rafal Zielinski | Richard Gilbert-Hill            | 1996. november 23. | 508           |
| 97.  | 9.  | A hírnök (The Messenger)                                      | James Bruce     | David Tynan                     | 1996. november 30. | 509           |
| 98.  | 10. | A Valkűr-hadművelet (A walkűr hadművelet) (The Valkyrie)      | Richard Martin  | James Thorpe                    | 1997. február 1.   | 510           |
| 99.  | 11. | A négy lovas, 1. rész (Comes a Horseman)                      | Gerard Hameline | David Tynan                     | 1997. február 8.   | 511           |
| 100. | 12. | A négy lovas, 2. rész (Revelation 6:8)                        | Adrian Paul     | Tony DiFranco                   | 1997. február 15.  | 512           |
| 101. | 13. | Richard Redstone váltságdíja (The Ransom of Richard Redstone) | Gerard Hameline | David Tynan                     | 1997. február 22.  | 513           |
| 102. | 14. | Duende (Duende)                                               | Richard Martin  | Jan Hartman                     | 1997. március 1.   | 514           |
| 103. | 15. | A Scone-kő (The Stone of Scone)                               | Richard Martin  | Michael O'Mahoney & Sasha Reins | 1997. április 21.  | 515           |
| 104. | 16. | Bocsásd meg a mi vétkeinket! (Forgive Us Our Trespasses)      | Paolo Barzman   | Dom Tordjmann                   | 1997. május 5.     | 516           |
| 105. | 17. | Bohémélet (Az új Prométheusz) (The Modern Prometheus)         | Adrian Paul     | James Thorpe                    | 1997. május 12.    | 517           |
| 106. | 18. | Arkangyal (Archangel)                                         | Dennis Berry    | David Tynan                     | 1997. május 19.    | 518           |

### Hatodik évad (1997–1998)
| Sor. | Év. | Cím                                        | Rendező        | Író                             | Premier                 | Gyártási szám |
| ---- | --- | ------------------------------------------ | -------------- | ------------------------------- | ----------------------- | ------------- |
| 107. | 1.  | A bajnok (Avatar)                          | Dennis Berry   | David Tynan                     | 1997. október 5. n.a.   | 601           |
| 108. | 2.  | Armageddon (Armageddon)                    | Richard Martin | Tony DiFranco                   | 1997. október 11. n.a.  | 602           |
| 109. | 3.  | Az apák bűnei (Sins of the Father)         | Dennis Berry   | James Thorpe                    | 1997. október 18. n.a.  | 603           |
| 110. | 4.  | Diplomácia mentesség (Diplomatic Immunity) | Richard Martin | James Thorpe                    | 1997. október 25. n.a.  | 604           |
| 111. | 5.  | A hetes számú páciens (Patient Number 7)   | Dennis Berry   | David Tynan                     | 1997. november 1. n.a.  | 605           |
| 112. | 6.  | A fekete torony (Black Tower)              | Richard Martin | Morrie Ruvinsky                 | 1997. november 8. n.a.  | 606           |
| 113. | 7.  | Különleges bűnözők (Unusual Suspects)      | Dennis Berry   | Morrie Ruvinsk                  | 1997. november 15. n.a. | 607           |
| 114. | 8.  | Az éléktétel (Justice)                     | Richard Martin | Michael O'Mahomey , Sasha Reins | 1997. november 22. n.a. | 608           |
| 115. | 9.  | Halálos felvétel (Deadly Exposure)         | Dennis Berry   | James Thorpe                    | 1998. január 31. n.a.   | 609           |
| 116. | 10. | Szívpárbaj (Two of Hearts)                 | Richard Martin | James Thorpe                    | 1998. február 14. n.a.  | 610           |
| 117. | 11. | Indiszkréció (Indiscretions)               | Dennis Berry   | James Thorpe                    | 1998. május 2. n.a.     | 611           |
| 118. | 12. | Létezés (To Be)                            | Richard Martin | David Tynan                     | 1998. május 9. n.a.     | 612           |
| 119. | 13. | Az életvége (Not To Be)                    | Dennis Berry   | David Tynan                     | 1998. május 16. n.a.    | 613           |